# Primeval
Primeval (prt: Primeval; bra: Primitivo) é um longa metragem de ação norte-americano de 2007 dirigido por Michael Katleman.

## Enredo
O filme  é baseado em fatos reais, descrevendo a fúria assassina do crocodilo Gustave.

## Elenco
- Dominic Purcell como Tim Manfrey
- Brooke Langton como Aviva Masters
- Orlando Jones como Steven Johnson
- Jürgen Prochnow como Jacob Krieg
- Gideon Emery como Matt Collins
- Gabriel Malema como Jojo
- Linda Mpondo como Gold Tooth
- Lehlohonolo Makoko como Beanpole
- Dumisani Mbebe como Harry
- Eddy 'Big Eddy' Bekombo como Ato
- Chris April como Capitão
- Ernest Ndhlovu como Shaman
- Erica Wessels como Dr. Cathy Andrews
- Vivian Moodley como Indian UN Officer
- Lika Van Den Bergh como Rachel